# Pseudomallada aegyptiacus
Pseudomallada aegyptiacus is een insect uit de familie van de gaasvliegen (Chrysopidae), die tot de orde netvleugeligen (Neuroptera) behoort. 
Pseudomallada aegyptiacus is voor het eerst wetenschappelijk beschreven door Navás in 1915. Het taxon geldt echter als een nomen dubium.